# Dylan Dog in Maelstrom
Dylan Dog in Maelstrom is een videospel voor de Commodore Amiga. Het spel werd uitgebracht in 1993. 